# Timon e Pumbaa
Timon e Pumbaa sono i due personaggi secondari nel film d'animazione Il re leone (1994), prodotto dalla Disney, e nell'omonimo live action del 2019. Sono inoltre i protagonisti della serie animata Timon e Pumbaa, andata in onda dal 1995 al 1999, e del film direct-to-video a loro dedicato Il Re Leone 3 - Hakuna Matata. 
Essi sono rispettivamente un suricato e un facocero e il loro motto è racchiuso nella famosa frase di lingua swahili "Hakuna matata", che significa "senza pensieri". Al loro esordio, Timon e Pumbaa, come molti personaggi secondari comici dei film Disney, sono stati caratterizzati in modo più caricaturale e ostentato rispetto agli altri animali del film, rappresentati invece come più naturali e sommessi. I loro aspetti furono ideati basandosi sulle caratteristiche fisiche dei rispettivi doppiatori originali, Nathan Lane e Ernie Sabella, che nell'abbozzo originale del film avrebbero dovuto dare voce alle tre iene antagoniste.
Dati i numerosi paralleli tra Il re leone e l'Amleto di William Shakespeare, i due personaggi sono stati paragonati a Rosencrantz e Guildenstern.

## Biografia dei personaggi

### Origine
Nel 1992, Nathan Lane, il doppiatore di Timon, fu invitato a fare un'audizione per il progetto Disney, allora ancora sotto il titolo provvisorio "King of the Jungle". Inizialmente, Lane avrebbe dovuto doppiare le tre iene, ma non volendo farlo da solo, chiese al doppiatore Ernie Sabella di unirsi a lui. L'audizione impressionò il regista Roger Allers, al punto che decise di creare appositamente per loro dei nuovi personaggi, affidando loro il ruolo di spalle comiche per alleggerire il tono cupo del film. Per i successivi 15 mesi, il duo avrebbe lavorato sulle registrazioni di giorno per poi tornare a recitare in Guys and Dolls di notte.
Lane ha descritto Timon e Pumbaa come "personaggi Runyoneschi" simili a "due tizi della classe operaia di Brooklyn", dichiarando inoltre che fossero "i primi omosex disneyani a raggiungere il grande schermo!".

### Apparizioni in lungometraggi
- Timon e Pumbaa fanno la loro prima apparizione nel primo film Il Re Leone del 1994. Dopo che Simba è stato esiliato dalle Terre del Branco, cade a terra stanco e viene salvato dagli avvoltoi da Timon e Pumbaa. Il suricato, inizialmente è scettico sul tenerlo, ma Pumbaa, molto buono, gli fa cambiare idea, in quanto potrebbe difenderli dai predatori. Quando Simba si risveglia, svela loro di essere triste perché esiliato, ma non accenna la morte di suo padre Mufasa. Timon allora, gli insegna il loro motto: Hakuna Matata (letteralmente "senza pensieri" ), e lo accolgono a casa loro nella giungla, insegnandogli a cibarsi di insetti. Anni dopo, Simba, guarda le stelle con loro una notte, e gli rivengono in mente le parole di suo padre, e dice loro quello che gli disse Mufasa sui Re del passato quando i due chiedono a Simba la sua opinione sulle stelle, i suoi amici non ci credono e ridono, facendo rattristire di più Simba. Giorni dopo, Pumbaa è inseguito da Nala, ma salvato da Simba. Quando i due si riconoscono e si innamorano, i due allora si disperano, perché Simba non vorrà più passare il tempo con loro. Durante la notte, Nala va a svegliarli, chiedendo loro dove sia finito Simba, Rafiki allora avverte i tre che Simba sta tornando a casa. Timon, Pumbaa e Nala, seguono e raggiungono quindi Simba. Per distrarre le iene, Timon e Pumba si mettono a ballare la hula con tanto di gonna, per fare in modo che le iene li inseguono. Partecipano alla battaglia finale, in cui Pumbaa dimostra coraggio e forza quando Banzai lo insulta. Dopo che Simba prende il suo posto al trono, i due amici rimangono alla Rupe dei Re.

- Nel secondo film, Il Re Leone 2 - Il regno di Simba (1998) Timon e Pumbaa hanno un ruolo meno centrale e più secondario, diventando i babysitter di Kiara, la figlia di Simba. Non hanno ruoli importanti, tranne giocare con Kiara e Kovu a spaventare gli uccelli ed essere inseguiti dai rinoceronti (facendo per sbaglio scattare tra i due un primo bacio) e aiutare Simba e il suo branco, nel culmine del film ad affrontare Zira e i Rinnegati.

- Nel terzo film, Il Re Leone 3 - Hakuna Matata (2004), Timon e Pumbaa sono i protagonisti. Il film segue le avventure che precedono, e in parte si sovrappongono, agli avvenimenti del primo film Il Re Leone, mentre i due si godono il film in un cinema, dopo aver avuto l'idea di raccontare la loro storia mentre guardano il film originale. Qui si scopre che Timon apparteneva a una colonia di suricati dalla quale venne esiliato perché non in grado di scavare e non motivato a dedicare le sue giornate al lavoro come gli altri suricati. Viene visto come un cattivo esempio da suo zio Max, ma compreso da sua madre. Abbandonata la colonia, dopo non essere riuscito neppure a fare da guardia, causando un attacco da parte di Shenzi, Banzai e Ed, incontra casualmente Pumbaa, anche lui emarginato dagli altri animali e rimasto isolato, a causa dei suoi "problemi" di gas. Nel tentativo di trovare una casa giusta per loro vagano prima per La Rupe dei Re, nel Cimitero degli Elefanti, poi nella gola dove vengono coinvolti nella gigantesca carica di gnu in fuga e alla fine si ritroveranno in una grande giungla sul cui limite troveranno Simba, personaggio che cambierà completamente la loro vita. Dopo aver saputo la storia da Nala e Rafiki, Timon, sentendosi tradito dai suoi due amici, resta nella giungla mentre Pumbaa segue Simba e Nala, ma Rafiki gli fa cambiare idea sull importanza della amicizia. Nel frattempo Timon ritrova sua madre e Zio Max, che si erano preoccupati per lui, e che aiutano Timon e Pumbaa a sconfiggere le iene. Mentre sua madre e Zio Max creano una trappola sottoterra, Timon e Pumbaa distraggono le iene (con Timon che chiede persino a Shenzi di sposarlo). Quando tutto sembra perduto, Timon salva suo zio Max, sua madre e Pumbaa, facendo scattare la trappola e sconfiggendo le iene. Timon capisce l'importanza della sua casa e della sua famiglia, portando tutte le suricate nella giungla. Il film finisce con Timon (a malavoglia) e Pumbaa che si preparano per riguardare il film insieme ad altri personaggi Disney.

- Timon e Pumbaa appaiono come piccolo cameo in Leroy & Stitch (2006).
- In Aladdin e il re dei ladri, il Genio prende per un attimo le sembianze di Pumbaa.

- Nel remake del primo film, uscito nel 2019, appaiono di nuovo come comprimari di Simba, aiutandolo a distrarsi dal tremendo passato con l'Hakuna Matata, e in seguito ad aiutarlo a salvare il suo regno. Inoltre, viene mostrato che vivono con altri animali nella giungla.

- In Mufasa - Il re leone (2024), hanno un ruolo più secondario, come nel secondo film, appaiono come tutori di Kiara, ed ascoltano insieme alla leoncina il racconto di Rafiki sulle origini di Mufasa e Scar.

### Apparizioni televisive
- il duo è protagonista della serie animata a loro dedicata  Timon e Pumbaa, composta da 85 episodi (con 168 segmenti) in tre stagioni, prodotta dal 1995 al 1999. La serie (ambientata dopo gli eventi del primo film) segue i due nelle loro avventure in giro per il mondo, dove dimostrano di saper parlare e farsi capire dagli esseri umani. Degno di nota, vengono anche rivelati anche i cognomi dei due: Berkowitz per Timon e Smith per Pumbaa.

- Timon e Pumbaa fanno diverse apparizioni in House of Mouse - Il Topoclub e nei film Topolino e i cattivi Disney e Il bianco Natale di Topolino - È festa in casa Disney come ospiti del locale.

- In The Lion Guard - Il ritorno del ruggito (2015), Timon e Pumbaa, sono personaggi secondari, dove si scopre che hanno adottato il tasso del miele Bunga e sono inizialmente indecisi che lui intraprenda il ruolo come un membro della Guardia del Leone. Anche qua, non mancano i momenti comici.

- In The Lion Guard (2016-2019), Timon e Pumbaa compaiono frequentemente come spalle comiche, talvolta vengono ancora visti nella giungla e poche volte con Simba e la famiglia reale. Vogliono molto bene a Bunga e in un episodio viene mostrato come i tre si sono conosciuti. Nello show hanno anche diverse canzoni.

- Timon e Pumbaa appaiono come protagonisti anche nei cortometraggi educativi Disney Tutti pazzi per la sicurezza.

### Cortometraggi
- Timon e Pumbaa appaiono nel cortometraggio del 2023 Once Upon a Studio come parte dei personaggi che si uniscono tutti per fare una foto del gruppo per celebrare il centenario della Disney. Curiosamente, nel corto, Timon si rivolge a Olaf scherzosamente come Frosty.

### Apparizioni teatrali
- Il duo appare nel musical The Lion King. L'attore che interpreta Timon indossa un costume verde con trucco e parrucca dello stesso colore, per mimetizzarsi con l'ambiente di molte sue scene, e manipola una marionetta in stile bunraku, dalle fattezze del suricato. La testa della marionetta è collegata a quella dell'attore con fili invisibili e la bocca è controllata con la mano, mentre le braccia sono gestite attraverso dei bastoncini. I piedi della marionetta sono attaccati a quelle dell'attore permettendole di camminare. Per Pumbaa viene usata una marionetta indossata, di fronte e dietro c'è l'attore che manipola la bocca e la lingua del facocero con le braccia. Le orecchie sono attaccate alle spalle dell'attore, mentre le sue gambe fungono come le zampe anteriori del personaggio. L'attore porta inoltre una parrucca alla moicana per rappresentare la criniera di Pumbaa.[6]

## Caratterizzazione

### Timon
È un suricato intelligente e scaltro che si definisce il cervello del duo, sebbene non sia ingegnoso come vorrebbe far credere: spesso, infatti, rivendica le idee avute da Pumbaa come sue ed è molto più impulsivo di quest'ultimo. Ha un carattere piuttosto spiritoso, altruista, a volte egoista e spensierato, ma dimostra spesso di avere un cuore buono e farebbe qualsiasi cosa per aiutare i suoi amici. Diversamente dalla maggior parte dei suricati, che lavorano costantemente, Timon è un pigro sognatore che si auto-esilierà dal branco, non sopportando lo stile di vita claustrofobico dei suoi simili. Nella serie animata Timon e Pumbaa, si scopre essere anche un po' scorbutico e cinico. A causa della bassa posizione che occupa nella catena alimentare ha un'indole piuttosto pavida, infatti conta spesso sulla protezione di altri animali più grossi come Pumbaa e Simba, ma nei momenti del bisogno dimostra di essere disposto a fare lo stesso per loro, arrivando anche a rischiare la propria vita nel farlo. Cammina costantemente su due zampe, a differenza dei veri suricati, che possono sollevarsi sulle zampe posteriori ma non camminare sempre in questa posizione. Inizialmente, all'interno della sua colonia di suricati, faceva la sentinella, ma dopo aver fatto un grosso errore comprende di non appartenere a quel branco e decide di auto esiliarsi, per poi incontrare Pumbaa. Non sopporta Nala, soprattutto nel primo film e nello spin-off dedicato a lui e Pumbaa, in quanto è convinto che sia lei la causa della fine del trio "Hakuna Matata", facendo perdere la testa a Simba e diventandone la compagna; inoltre non le perdona di aver cercato di mangiare lui e Pumbaa.
Mike Surrey, il supervisore dell'animazione di Timon, cercò di incorporare alcuni tratti di Nathan Lane nel personaggio, notando che l'attore disponeva di sopracciglia che puntavano in su quando si esprimeva con la faccia e quindi molto "cartoonesche". Oltre alle sopracciglia, Surrey prese nota del modo in cui Lane alzava le spalle e gesticolava con le mani. Lane descrisse il personaggio come un "ragazzino esuberante e allegro" che trova una sistemazione perfetta per lui in Pumbaa, senza però precisare la profondità del loro rapporto. Insinuò scherzosamente che il personaggio fosse ebreo, dicendo "Non lo avete visto baciare la Mezuzah sull'alberello?", e puntando alla sua esclamazione "Carnivores! Oy!", quando Nala lo sveglia. Sul soggetto del presunto ebraismo del personaggio, il regista Roger Allers disse che non ci aveva riflettuto molto, concedendo però che Timon dimostrasse comportamenti tipici di New York, con le sue repliche scattanti e i suoi sguardi furbi, mentre il co-regista Rob Minkoff disse che "se c'è un sottofondo di ciò, non era intenzionale".
Nel remake del 2019, Billy Eichner volle rendere Timon più apertamente gay, ispirandosi al coming out di Nathan Lane e sperando di normalizzare ulteriormente la presenza di personaggi omosessuali nei film per bambini. Il Timon nel remake assume inoltre una postura più quadrupede dell'originale più antropomorfo.

### Pumbaa
Pumbaa è un facocero. Il suo nome nel dialetto swahili di Dar es Salaam significa «stupefatto», «spaventato», oppure «scemo», «pazzo» in Zanzibar e Pemba.
È dotato di un carattere buono, gentile e simpatico, e si preoccupa profondamente per i suoi amici. Nonostante dimostri un'ingenuità quasi infantile che può venire spesso interpretata come stupidità, è più intelligente di quanto sembri. Ha spesso idee brillanti e intuizioni perspicaci che Timon spesso spaccia, con gran spudoratezza, per sue. Ha sempre un'inarrestabile fame di insetti ed il suo tratto caratteristico sono le flatulenze che emanano un tanfo pestilenziale, capace di mettere fuori combattimento o in fuga chiunque: per questo motivo da giovane era evitato da tutti gli altri animali, cosa che lo costrinse ad un isolamento forzato fino all'incontro fortuito con il futuro amico Timon. Sembra essere molto forte, anche se non come un leone, infatti è riuscito a mettere in fuga Shenzi, Banzai ed Ed da solo. Una cosa che lo fa andare su tutte le furie è il fatto di essere chiamato "maiale": quando si sente apostrofare così si infuria molto e si scaglia con forza contro chi ha fatto questa affermazione, in quanto pretende di essere chiamato "Signor Maiale" .
Il supervisore all'animazione di Pumbaa, Tony Bancroft, inizialmente aveva richiesto l'incarico di animare Zazu, avendo già animato il personaggio volatile Iago in Aladdin. Quando gli venne assegnata l'animazione di Pumbaa, Bancroft passò sei mesi facendo ricerche sui facoceri, tentando di rendere il personaggio esteticamente piacevole, siccome i facoceri secondo lui "sono davvero gli esseri più brutti del regno animale". Bancroft si ispirò ai tratti di Ernie Sabella per l'aspetto del personaggio, ponendo enfasi sul suo sorriso. Diede inoltre al facocero una chioma basata su quella di Rod Stewart.
Nel descrivere il personaggio, Bancroft fece riferimento alla scena in cui Pumbaa riflette sulla natura delle stelle, dichiarando che dimostrava che il personaggio "non è stupido, è soltanto un animale innocente guidato da Timon". Sabella, a sua volta, lo descrisse come "molto più intelligente di Timon", solo che nessuno gli dà ascolto. Sabella trasse ispirazione dall'attore Michael V. Gazzo ne Il padrino - Parte II per la voce di Pumbaa.

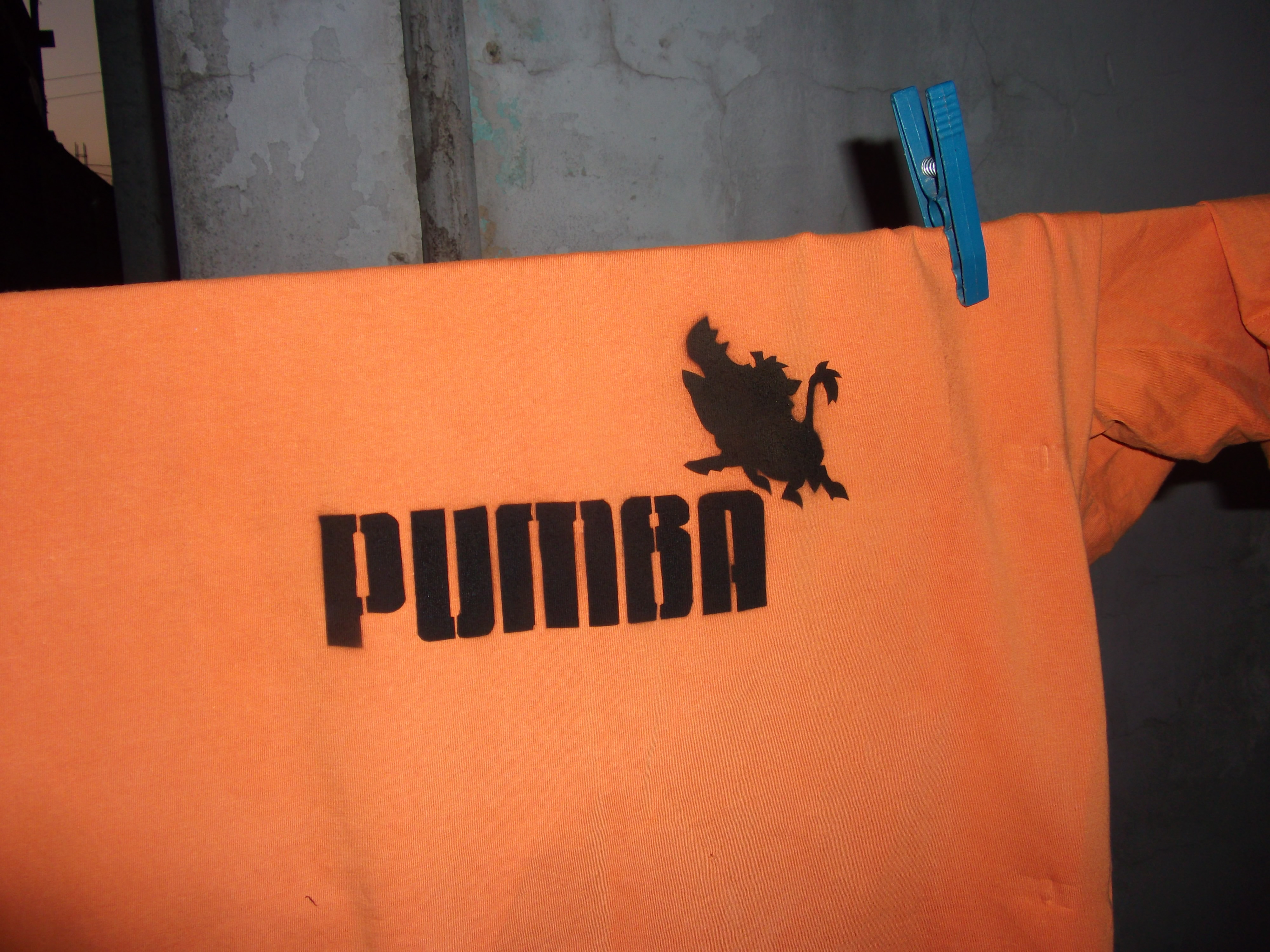
Un esempio di fan art de Il re leone - lo stencil, che raffigura Pumbaa, è una parodia del logo della Puma.

## Altri media

### Videogiochi
Nel 1995 viene pubblicato un videogioco party sviluppato dalla 7th Level avente come personaggi i due amici: Timon & Pumbaa: Giochi nella giungla. 
Appaiono anche in Kingdom Hearts II.